# سعد الدريبي
سعد بن عبد الرحمن الدريبي (1931 - 2012) كاتب وشاعر سعودي. ولد في بلدة الجفر في الأحساء ودرس حتى قبيل نهاية المرحلة الثانوية. عمل مدرّسًا ثم موظفًا. له دواوين شعرية وأعمال الأدبية ومؤلفات عديدة في الموضوعات الشتى. له مساهمات ثقافية متنوعة وذلك من خلال إنشائه لبعض المكتبات ومشاركات في الأعمال الخيرية المتطوعة.

## سيرته
ولد سعد بن عبد الرحمن الدريبي سنة 1350 هـ/ 1931 م بمدينة الجفر في الأحساء ونشأ بها ودرس حتى قبيل نهاية المرحلة الثانوية فيها. . حصل على دورات تدريبية تربوية بالطائف ثم عمل مدرّسًا لمدة وقد حصل على دبلوم في الصحافة 1966 في مصر.ثم موظفًا وشغل عدة مناصب حكومية في إدارات مختلة منها مدققًا للرسوم بوزارة المالية والاقتصاد الوطني، أخصائي تأهيل بالضمان الاجتماعي ثم مديرًا للضمان الاجتماعي بوادي حفر الباطن والأحساء. ومفتشًا إداريًا للضمان الاجتماعي بالرياض ثم رئيسًا للمجمع القروي بقرية العليا. 

حصل على وسام الملك عبد العزيز في المهرجان الوطني للتراث والثقافة في الجنادرية.
كان له مساهمات ثقافية متنوعة وذلك من خلال إنشائه لبعض المكتبات ومشاركات في الأعمال الخيرية المتطوعة.

مرض في 2009. توفي في 1 ديسمبر 2012/ 18 محرم 1434 ودفن بالأحساء وله 4 أبناء و7 بنات.

## مؤلفاته
لديه أكثر من 20 ديواناً، غير أن جميعها لا يزال مخطوطاً، لم يطبع بعد. من آثاره :
| - الثقافة النفسية - فتاة الجزيرة 1385 هـ - خواطر وأفكار - كتاب القبس، دوري، صدر منه عددان ثم توقف - هذه الحياة - نسيم البحرين، ديوان شعر، 1988 وله من الدواوين المخطوطة - سلالة المجد - بزوغ الحب - تطلعات - قصائد وطنية - السعديات - الضعف الأنثوي - مع الله - خواطر شعرية | - ينابيع - خمس قصائد محورها المرأة - قصائد كروية - نبرات قلب - أنا وكهفي - محاورات شعرية وله من الكتب المخطوطة: - مراسلات أدبية - قضايا المرأة الخليجية - نظرات في الحياة، جزءان - من الغرائب والعجائب - مجلس التعاون شعب واحد - رسالة الأديب الخليجي - وجوب تعدد الزوجات في الخليج | - خلاصة تربوية ونفسية - خادم الحرمين الشريفين رجل العدالة والحضارة والسلام - العنوسة داء الخطير - جسر الملك فهد الصرح الحضاري العملاق - الشعر وكيف ننظمه - خليجية، مجموعة قصص مسرحية - سليل المجد، في مناقب محمد بن فهد بن عبد العزيز |